# راي ستيوارت (عداء سريع)
راي ستيوارت (بالإنجليزية: Ray Stewart) هو عداء سريع جامايكي، ولد في 18 مارس 1965 في كينغستون في جامايكا.

## وصلات خارجية
- ريمون ستيوارت على موقع الاتحاد الدولي لألعاب القوى (الإنجليزية)
- ريمون ستيوارت على موقع اللجنة الأولمبية الدولية (الإنجليزية)
- ريمون ستيوارت على موقع أوليمبيديا (الإنجليزية)